# Sequenza di Farey
In matematica, la sequenza di Farey {\displaystyle F_{n}} è una sequenza, per ogni numero naturale positivo {\displaystyle n}, definita come l'insieme ordinato secondo l'ordine crescente di tutti i numeri razionali irriducibili (cioè tali che numeratore e denominatore siano coprimi) espressi sotto forma di frazione con numeratore e denominatore compresi tra zero e {\displaystyle n}. Ad esempio
{\displaystyle F_{1}=\left\{{\frac {0}{1}};{\frac {1}{1}}\right\}}
{\displaystyle F_{2}=\left\{{\frac {0}{1}};{\frac {1}{2}};{\frac {1}{1}}\right\}}
{\displaystyle F_{3}=\left\{{\frac {0}{1}};{\frac {1}{3}};{\frac {1}{2}};{\frac {2}{3}};{\frac {1}{1}}\right\}}
{\displaystyle F_{4}=\left\{{\frac {0}{1}};{\frac {1}{4}};{\frac {1}{3}};{\frac {1}{2}};{\frac {2}{3}};{\frac {3}{4}};{\frac {1}{1}}\right\}}
{\displaystyle F_{5}=\left\{{\frac {0}{1}};{\frac {1}{5}};{\frac {1}{4}};{\frac {1}{3}};{\frac {2}{5}};{\frac {1}{2}};{\frac {3}{5}};{\frac {2}{3}};{\frac {3}{4}};{\frac {4}{5}};{\frac {1}{1}}\right\}}
Per i numeratori, sequenza A006842 dell'OEIS, sequenza A006843 per i denominatori.

## Proprietà
- Ciascuna sequenza ha un numero dispari di termini, per ogni {\displaystyle n>1}, e il termine centrale è sempre {\displaystyle {\frac {1}{2}}}.

- Ciascuna sequenza è "simmetrica" rispetto al termine centrale {\displaystyle {\frac {1}{2}}}: per ogni termine {\displaystyle {\frac {n}{d}}} della sequenza ne esiste anche uno pari a {\displaystyle {\frac {d-n}{d}}}

- Dati due termini consecutivi di una sequenza {\displaystyle {\frac {p_{i}}{q_{i}}},{\frac {p_{i+1}}{q_{i+1}}}} abbiamo che

{\displaystyle p_{i+1}\cdot q_{i}-p_{i}\cdot q_{i+1}=1}
- Dati tre termini consecutivi di una sequenza {\displaystyle {\frac {p_{i-1}}{q_{i-1}}},{\frac {p_{i}}{q_{i}}},{\frac {p_{i+1}}{q_{i+1}}}} abbiamo che

{\displaystyle {\frac {p_{i}}{q_{i}}}={\frac {(p_{i-1}+p_{i+1})}{(q_{i-1}+q_{i+1})}}\,}
Di conseguenza, data la successione {\displaystyle F_{n}}, il primo termine a comparire tra due generici {\displaystyle {\frac {a}{c}}} e {\displaystyle {\frac {b}{d}}}in una sequenza {\displaystyle F_{m}}, con {\displaystyle m>n}, è la frazione mediana
{\displaystyle {\frac {a+b}{c+d}}}
- Definito come {\displaystyle N(n)\,} il numero di termini della sequenza di Farey {\displaystyle F_{n}\,}, abbiamo che

{\displaystyle N(n)=1+\sum _{k=1}^{n}\phi (k)\,}
Dove {\displaystyle \phi (k)\,} è la funzione phi di Eulero.